# Trybun wojskowy z władzą konsularną

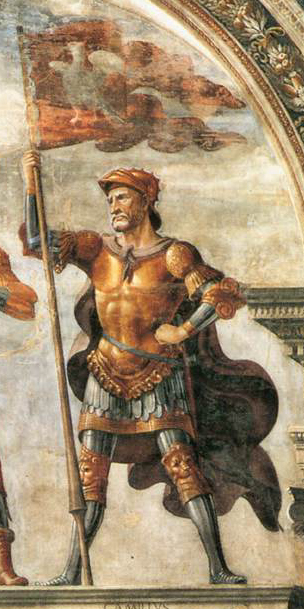
XV-wieczny fresk przedstawiający wyobrażenie Marka Furiusza Kamillusa, wielokrotnie wybranego na urząd trybuna konsularnego. Ozdoba Palazzo Vecchio we Florencji.

Trybun wojskowy z władzą konsularną (łac. tribuni militum consulari potestate), zwany też trybunem konsularnym, był rodzajem urzędu w Republice Rzymskiej. Trybunowi konsularnemu przyługiwała zarówno władza polityczna, jak i wojskowa. Urząd mogli sprawować zarówno patrycjusze, jak i plebejusze. 
Trybuni konsularni byli wielokrotnie powoływani w latach 444-368 p.n.e. w miejsce konsulów, w liczbie od 3 do 16 (na podstawie lex de tribunis militum consulari potestate creandis z 445 r. p.n.e.). 
W porównaniu do władzy i uprawnień konsulów, władza trybunów konsularnych podlegała szeregowi ograniczeń: 
- nie mogli odbyć triumfu;
- nie mogli powołać dyktatora;
- nie mieli możliwości powołania (creatio) innych trybunów wojskowych z władzą konsularną;
- nie mogli sporządzać spisu obywateli (w tym celu powołano urząd cenzora).

Powoływania trybunów konsularnych zaprzestano po uchwaleniu leges Liciane Sextiae (w 367 r. p.n.e.), zgodnie z którymi jeden z konsulów mógł być plebejuszem, a urząd pretora sprawować mieli tylko patrycjusze.
Badacze nie są zgodni co do przyczyny powstania urzędu trybuna konsularnego. Według prof. Jana Zabłockiego mogła nią być potrzeba równoczesnego prowadzenia większej liczby wojen. Przed powstaniem urzędu trybuna konsularnego jedynie jeden z dwóch konsulów mógł dowodzić armią. Mogła to też być to próba podzielenia urzędu konsula między patrycjuszy i plebejuszy.

## Lista trybunów konsularnych
Poniższa lista piastujących urząd trybuna konsularnego zaczerpnięta została z chronologii Warrona.
| Rok        | Wybrani trybuni |
| ---------- | --- |
| 444 p.n.e. | - A. Sempronius Atratinus - T. Atilius Luscus - T. Cloelius Siculus |
| 438 p.n.e. | - Mam. Aemilius Mamercinus - L. Quinctius Cincinnatus - L. Julius Iulus |
| 434 p.n.e. | - Ser. Cornelius Cossus - M. Manlius Capitolinus - Q. Sulpicius Camerinus Praetextatus |
| 433 p.n.e. | - M. Fabius Vibulanus - M. Folius Flaccinator - L. Sergius Fidenas |
| 432 p.n.e. | - L. Pinarius Mamercinus - L. Furius Medullinus - Sp. Postumius Albus Regillensis |
| 426 p.n.e. | - T. Quinctius Poenus Cincinnatus - C. Furius Pacilus Fusus - M. Postumius Albinus Regillensis - A. Cornelius Cossus |
| 425 p.n.e. | - A. Sempronius Atratinus - L. Quinctius Cincinnatus - L. Furius Medullinus - L. Horatius Barbatus |
| 424 p.n.e. | - Ap. Claudius Crassus - Sp. Nautius Rutilus - L. Sergius Fidenas - Sex. Julius Iulus |
| 422 p.n.e. | - L. Manlius Capitolinus - Q. Antonius Merenda - L. Papirius Mugillanus |
| 420 p.n.e. | - L. Quinctius Cincinnatus - L. Furius Medullinus - M. Manlius Vulso - A. Sempronius Atratinus |
| 419 p.n.e. | - Agrippa Menenius Lanatus - P. Lucretius Tricipitinus - Sp. Nautius Rutilus - C. Servilius Axilla |
| 418 p.n.e. | - L. Sergius Fidenas - M. Papirius Mugillanus - C. Servilius Axilla |
| 417 p.n.e. | - P. Lucretius Tricipitinus - Agrippa Menenius Lanatus - C. Servilius Axilla - Sp. Rutilius Crassus |
| 416 p.n.e. | * A. Sempronius Atratinus - M. Papirius Mugillanus - Q. Fabius Vibulanus - Sp. Nautius Rutilus |
| 415 p.n.e. | - P. Cornelius Cossus - C. Valerius Potitus Volusus - N. Fabius Vibulanus - Q. Quinctius Cincinnatus |
| 414 p.n.e. | - Cn. Cornelius Cossus - L. Valerius Potitus - Q. Fabius Vibulanus - P. Postumius Albinus Regillensis |
| 408 p.n.e. | - C. Julius Iulus - P. Cornelius Cossus - C. Servilius Ahala |
| 407 p.n.e. | - L. Furius Medullinus - C. Valerius Potitus Volusus - N. Fabius Vibulanus - C. Servilius Ahala |
| 406 p.n.e. | - P. Cornelius Rutilus Cossus - Cn. Cornelius Cossus - N. Fabius Ambustus - L. Valerius Potitus |
| 405 p.n.e. | - T. Quinctius Capitolinus Barbatus - Q. Quinctius Cincinnatus - C. Julius Iulus - A. Manlius Vulso Capitolinus - L. Furius Medullinus - M'. Aemilius Mamercinus                                                                             |
| 404 p.n.e. | - C. Valerius Potitus Volusus - M'. Sergius Fidenas - P. Cornelius Maluginensis - Cn. Cornelius Cossus - K. Fabius Ambustus - Sp. Nautius Rutilus                                                                                            |
| 403 p.n.e. | - M'. Aemilius Mamercinus - L. Valerius Potitus - Ap. Claudius Crassus Inregillensis - M. Quinctilius Varus - L. Julius Iulus - M. Furius Fusus - M. Postumius Albinus Regillensis - M. Postumius                                            |
| 402 p.n.e. | - C. Servilius Ahala - Q. Servilius Fidenas - L. Verginius Tricostus Esquilinus - Q. Sulpicius Camerinus Cornutus - A. Manlius Vulso Capitolinus - M'. Sergius Fidenas                                                                       |
| 401 p.n.e. | - L. Valerius Potitus - M. Furius Camillus - M'. Aemilius Mamercinus - Cn. Cornelius Cossus - K. Fabius Ambustus - L. Julius Iulus |
| 400 p.n.e. | - P. Licinius Calvus Esquilinus - P. Manlius Vulso - L. Titinius Pansa Saccus - P. Maelius Capitolinus - Sp. Furius Medullinus - L. Publilius Philo Vulscus                                                                                  |
| 399 p.n.e. | - Cn. Genucius Augurinus - L. Atilius Priscus - M. Pomponius Rufus - C. Duillius Longus - M. Veturius Crassus Cicurinus - Volero Publilius Philo                                                                                             |
| 398 p.n.e. | - L. Valerius Potitus - M. Valerius Lactucinus Maximus - M. Furius Camillus - L. Furius Medullinus - Q. Servilius Fidenas - Q. Sulpicius Camerinus Cornutus                                                                                  |
| 397 p.n.e. | - L. Julius Iulus - L. Furius Medullinus - L. Sergius Fidenas - A. Postumius Albinus Regillensis - P. Cornelius Maluginensis - A. Manlius Vulso Capitolinus                                                                                  |
| 396 p.n.e. | - L. Titinius Pansa Saccus - P. Licinius Calvus Esquilinus - P. Maelius Capitolinus - Q. Manlius Vulso Capitolinus - Cn. Genucius Augurinus - L. Atilius Priscus                                                                             |
| 395 p.n.e. | - P. Cornelius Cossus - P. Cornelius Scipio - K. Fabius Ambustus - L. Furius Medullinus - Q. Servilius Fidenas - M. Valerius Lactucinus Maximus                                                                                              |
| 394 p.n.e. | - M. Furius Camillus - L. Furius Medullinus - C. Aemilius Mamercinus - L. Valerius Publicola - Sp. Postumius Albinus Regillensis - P. Cornelius                                                                                              |
| 391 p.n.e. | - L. Lucretius Tricipitinus Flavus - Ser. Sulpicius Camerinus - L. Aemilius Mamercinus - L. Furius Medullinus - Agrippa Furius Fusus - C. Aemilius Mamercinus                                                                                |
| 390 p.n.e. | - Q. Fabius Ambustus - K. Fabius Ambustus - N. Fabius Ambustus - Q. Sulpicius Longus - Q. Servilius Fidenas - P. Cornelius Maluginensis |
| 389 p.n.e. | - L. Valerius Publicola - L. Verginius Tricostus - P. Cornelius - A. Manlius Capitolinus - L. Aemilius Mamercinus - L. Postumius Albinus Regillensis                                                                                         |
| 388 p.n.e. | - T. Quinctius Cincinnatus Capitolinus - Q. Servilius Fidenas - L. Julius Iulus - L. Aquilius Corvus - L. Lucretius Flavus Tricipitinus - Ser. Sulipicius Rufus                                                                              |
| 387 p.n.e. | - L. Papirius Cursor - Cn. Sergius Fidenas Coxo - L. Aemilius Mamercinus - Licinus Menentius Lanatus - L. Valerius Publicola - L. Cornelius                                                                                                  |
| 386 p.n.e. | - M. Furius Camillus - Ser. Cornelius Maluginensis - Q. Servilius Fidenas - L. Quinctius Cincinnatus - L. Horatius Pulvillus - P. Valerius Potitus Publicola                                                                                 |
| 385 p.n.e. | - A. Manlius Capitolinus - P. Cornelius - T. Quinctius Cincinnatus Capitolinus - L. Quinctius Cincinnatus Capitolinus - L. Papirius Cursor - Cn. Sergius Fidenas Coxo                                                                        |
| 384 p.n.e. | - Ser. Cornelius Maluginensis - P. Valerius Potitus Publicola - M. Furius Camillus - Ser. Sulpicius Rufus - C. Papirius Crassus - T. Quinctius Cincinnatus Capitolinus                                                                       |
| 383 p.n.e. | - L. Valerius Publicola - A. Manlius Capitolinus - Ser. Sulpicius Rufus - L. Lucretius Flavus Tricipitinus - L. Aemilius Mamercinus - M. Trebonius                                                                                           |
| 382 p.n.e. | - Sp. Papirius Crassus - L. Papirius Mugillanus - Ser. Cornelius Maluginensis - Q. Servilius Fidenas - C. Sulpicius Camerinus - L. Aemilius Mamercinus                                                                                       |
| 381 p.n.e. | - M. Furius Camillus - A. Postumius Albinus Regillensis - L. Postumius Albinus Regillensis - L. Furius Medullinus - L. Lucretius Tricipitinus Flavus - M. Fabius Ambustus                                                                    |
| 380 p.n.e. | - L. Valerius Publicola - P. Valerius Potitus Publicola - Ser. Cornelius Maluginensis - Licinus Menentius Lanatus - C. Sulpicius Peticus - L. Aemilius Mamercinus - Cn. Sergius Fidenas Coxo - Ti. Papirius Crassus - L. Papirius Mugillanus |
| 379 p.n.e. | - P. Manlius Capitolinus - C. Manlius - L. Julius Iulus - C. Sextilius - M. Albinius - L. Antistius |
| 378 p.n.e. | - Sp. Furius - Q. Servilius Fidenas - Licinus Menenius Lanatus - P. Cloelius Siculus - M. Horatius - L. Geganius Macerinus |
| 377 p.n.e. | - L. Aemilius Mamercinus - P. Valerius Potitus Publicola - C. Veturius Crassus Cicurinus - Ser. Sulpicius Rufus - L. Quinctius Cincinnatus - C. Quinctius Cincinnatus                                                                        |
| 376 p.n.e. | - L. Papirius Mugillanus - Licinus Menenius Lanatus - Ser. Cornelius Maluginensis - Ser. Sulpicius Praetextatus |
| 370 p.n.e. | - L. Furius Medullinus - A. Manlius Capitolinus - Ser. Sulpicius Praetextatus - Ser. Cornelius Maluginensis - P. Valerius Potitus Publicola - C. Valerius Potitus                                                                            |
| 369 p.n.e. | - Q. Servilius Fidenas - C. Veturius Crassus Cicurinus - A. Cornelius Cossus - M. Cornelius Maluginensis - Q. Quinctius Cincinnatus - M. Fabius Ambustus                                                                                     |
| 368 p.n.e. | - T. Quinctius Cincinnatus Capitolinus - Ser. Cornelius Maluginensis - Ser. Sulpicius Praetextatus - Sp. Servilius Structus - L. Papirius Crassus - L. Veturius Crassus Cicurinus                                                            |
| 367 p.n.e. | - A. Cornelius Cossus - M. Cornelius Maluginensis - M. Geganius Macerinus - P. Manlius Capitolinus - L. Veturius Crassus Cicurinus - P. Valerius Potitus Publicola                                                                           |